# La Portela (Villamartín de Valdeorras)
La Portela (llamada oficialmente San Xulián da Portela) es una parroquia y un lugar del municipio español de Villamartín de Valdeorras, en la provincia de Orense, Galicia.

## Toponimia
La parroquia también es conocida por los nombres de San Julián da Portela, San Julián de la Portela y Xan Xulián da Portela.

## Organización territorial
La parroquia está formada por tres entidades de población, constando dos de ellas en el nomenclátor del Instituto Nacional de Estadística español:
- A Portela
- Baxeles
- Carballal

## Demografía

### Parroquia
| Gráfica de evolución demográfica de La Portela (parroquia) entre 2000 y 2023 |
|                                                                              |
| Datos según el nomenclátor publicado por el INE.                             |

### Lugar
| Gráfica de evolución demográfica de A Portela (lugar) entre 2000 y 2023 |
|                                                                         |
| Datos según el nomenclátor publicado por el INE.                        |